# Сантана (Амапа)
Вижте пояснителната страница за други значения на Сантана.
Сантана, (на португалски: Santana) е град – община в югоизточната част на бразилския щат Амапа. Общината е част от икономико-статистическия микрорегион Макапа, мезорегион Южна Амапа. Населението на общината към 2010 г. е 102 860 души, а територията е 1577.517 km2 (65,2 д./km²).
Втора най-населена община в щата, Сантана е конурбирана с Макапа, щатската столица, образувайки Метрополния регион на Макапа. Двете общини заедно имат общо 509.883 жители, към 2011.

## История
Историята на Сантана споделя много общи черти със съседния град Макапа. След като кап.-ген. Мендонса Фуртадо (губернаторът на тогавашния щат Грао-Пара и Мараняо) основава селището Сао Жозе ди Макапа на 4 февруари 1758 г., продължава пътя си към капитанията Сао Жозе до Рио Негро. Там се натъква на остров Сантана, разположен на левия бряг на река Амазонка, като му придава статут на селище.
Първите жители са европейци, главно португалци, метиси, дошли от щата Пара, както и индианци от племето тукужус. Тези последните произхождат от селата край Рио Негро, водени от Франсиско ди Мело Портильо, бягащи от данъчните власти в Пара, обвинени в нелегална търговия.
Сантана придобива категория на община по силата на закон № 7369 от 17 декември 1987 г. Година по-късно, за временен кмет бива назначен Ейтор ди Азеведо Пикансо на 15 ноември 1988. Същата година се честват първите кметски избори на които за първи кмет на Сантана е избран Роземиро Роша Фрейрис.

## География
Природа
В общината преобладават няколко вида растителност – савана, гъсти тропически гори, влажни зони, низинни гори и др.
Хидрография
През общината протичат няколко реки и потоци. По-важните са: Амазонка, Матапи, Маруанун, Трибутарио, Пиасака, Вила Нова.
Климат
Тропично-дъждовен, със средна годишна температура от 23 °C.

## Икономика
Първичният сектор се характеризира с отглеждането на крави, биволи и свине, както и с риболов и дърводобив. Освен това се продават типични за северната част на страната продукти, като дървесина от Асаи, спомагащи за икономическото развитие на Сантана;
Вторичният сектор се отличава с индустриалната зона на Сантана, чиято територия постоянно се увеличава. Също могат да се отбележат предприятията Flórida, Equador, Reama (което бутилира Coca-Cola в щата), както и Amcel (отговорна за плантациите на борове и евкалипт), между други.
Третичния сектор се характеризира с търговията посредством създадената Зона за свободна търговия на Макапа и Сантана (Área de Livre Comércio de Macapá e Santana – ALCMS).

### Туристически атракции
Като туристически атракции могат да се отбележат островът на Сантана (на няколко километра от града), на чиято територия се намира курортът „Реканто да Алдея“, доста посещаван през почивните дни.

## Културни събития
Основното културно събитие са празненствата в чест на св. Ана, всяка година на 27 юли. Също се отбелязват и деня на Светия Дух, на 2 януари и деня на Божията майка, на 29 юни.

## Образование
Сред проектите на Плана за развитие на образованието, към бразилското Министерство на образованието, възложен на INEP (Национален институт за образователни изследвания), в Северния регион на страната, щат Амапа, обществените градски училища на територията на Сантана, през 2005 г. получават следната оценка по IDEB (Индекс на развитие на основното образование):
| IDEB оценка, училище и място | IDEB оценка, училище и място                    | IDEB оценка, училище и място |
| ---------------------------- | ----------------------------------------------- | ---------------------------- |
| Оценка                       | Училище                                         | Място                        |
| 3,8                          | Щатско у-ще Сао Бенто                           | 11º                          |
| 3,8                          | Щатско у-ще Сао Пауло                           | 12º                          |
| 3,7                          | Щатско у-ще Проф. Жоанира дел Кастило           | 19º                          |
| 3,6                          | Щатско у-ще Евералдо да С. Васконселос Жуниор   | 33º                          |
| 3,6                          | Общинско у-ще Проф. Мария Илна ди Соуза Алмейда | 34º                          |
| 3,4                          | Общинско у-ще Амазонас                          | 54º                          |
| 3,4                          | Общинско у-ще Проф. Жентила Анселмо Нобри       | 55º                          |
| 3,3                          | Щатско у-ще Сао Бенедито                        | 64º                          |
| 3,3                          | Щатско у-ще Сао Жоао                            | 65º                          |
| 3,3                          | Общинско у-ще Падри Анжело Бираги               | 66º                          |
| 3,2                          | Щатско у-ще Фонти Нова                          | 77º                          |
| 3,2                          | Щатско у-ще Ново Оризонти                       | 78º                          |
| 3,2                          | Общинско у-ще Иранилди ди Араужо Ферейра        | 79º                          |
| 3,1                          | Щатско у-ще Алмиранти Барозо                    | 92º                          |
| 3,1                          | Щатско у-ще Падри Симао Коридори                | 93º                          |
| 3,0                          | Щатско у-ще Проф. Дениси ди Мело Васконселос    | 105º                         |
| 3,0                          | Щатско у-ще Проф. Изанети Виктор дос Сантос     | 106º                         |
| 3,0                          | Щатско у-ще Проф. Жозе Рибамар Пестана          | 107                          |
| 3,0                          | Щатско у-ще Проф. Валдеси Кореа Перейра         | 108º                         |
| 2,9                          | Общинско у-ще Падри Фулвио Жулиано              | 117º                         |
| 2,7                          | Щатско у-ще Проф. Афонзо Аринос                 | 124º                         |
| 2,4                          | Щатско у-ще Ана Диас да Коста                   | 130º                         |
| 2,1                          | Общинско у-ще Пиауи                             | 137º                         |